# Marcel Steinbach
Pour les articles homonymes, voir Steinbach.
Marcel Steinbach, né à Bucarest en Roumanie le 2 janvier 1897 et mort assassiné à Auschwitz en Pologne le 5 août 1943, est un ingénieur français, directeur technique de Motobécane-Motoconfort jusqu'en 1943.

## Biographie
Marcel Steinbach naît à Bucarest, en Roumanie, le 2 janvier 1897. Il est dessinateur industriel. Arrivé en France, il travaille à la SICAM, où il rencontre Abel Bardin et Charles Benoît, fondateurs des Ateliers de la Motobécane, qu'il rejoint ensuite.
Marcel Steinbach participe dès l’origine de la marque à la conception de plusieurs modèles Motobécane-Motoconfort, dont il deviendra responsable des études. On lui doit notamment le premier moteur à 4 temps 100% maison produit à partir de 1933, le bloc « B » avec boîte de vitesses intégrée au bloc moteur, configuration particulièrement moderne à une époque où la boite séparée est la norme. Ce bloc moteur sera décliné en plusieurs cylindrées de 175 à 500 cm3, à soupapes latérales ou culbutées, et sera très répandu du fait de sa fiabilité et de son agrément d’utilisation.
" Si un homme a particulièrement marqué la firme Motobécane de son empreinte, il s'agit bien de Marcel Steinbach ", écrit Patrick Barrabès. " Créateur de talent, capable de travailler aussi bien sur des moteurs deux temps que sur des moteurs à soupapes, on peut considérer qu'il est, en collaboration avec Charles Benoît, le père des quatre-cylindres Motobécane ..." 
Marcel Steinbach est arrêté à Villiers-sur-Marne (Seine-et-Oise), en région parisienne et envoyé à Drancy. Le 31 juillet 1943, il est déporté par le convoi n° 58 vers Auschwitz, où il est assassiné le 5 août 1943. Son nom figure dans l’arrêté du 3 avril 2003 portant apposition de la mention « Mort en déportation » sur les actes et jugements déclaratifs de décès. Sa dernière adresse est au 6, avenue Guillaume Tell à Villiers-sur-Marne.